# Pestszenterzsébet
Pestszentimre est un quartier situé dans le 20e arrondissement de Budapest. 